# 元宮町 (名古屋市)
元宮町（もとみやちょう）は、愛知県名古屋市昭和区の地名。現行行政地名は元宮町1丁目から元宮町6丁目。住居表示未実施。

## 地理
名古屋市昭和区中央北端部に位置する。東は萩原町・千種区、西から北は千種区に接する。

## 歴史

### 町名の由来
式内社川原神社がかつて当地にあったことを記念する地名であるという。

### 沿革
- 1938年（昭和13年）12月1日 - 昭和区広路町および田代町の各一部により、同区元宮町として成立する[1]。
- 1945年（昭和20年）9月20日 - 広路町および田代町の各一部を編入する[1]。
- 1950年（昭和25年）7月15日 - 広路町の一部を編入する[1]。

## 人物
- 鈴木敏夫

映画プロデューサー・スタジオジブリ代表取締役。1948年（昭和23年）、当町で生まれる。

## 世帯数と人口
2019年（平成31年）1月1日現在の世帯数と人口は以下の通りである。
| 町丁   | 世帯数  | 人口    |
| ------ | ------- | ------- |
| 元宮町 | 845世帯 | 1,777人 |

### 人口の変遷
国勢調査による人口の推移
| 2000年（平成12年） | 1,690人 | [ WEB 7 ]  |  |
| 2005年（平成17年） | 1,647人 | [ WEB 8 ]  |  |
| 2010年（平成22年） | 1,691人 | [ WEB 9 ]  |  |
| 2015年（平成27年） | 1,651人 | [ WEB 10 ] |  |

## 学区
市立小・中学校に通う場合、学校等は以下の通りとなる。また、公立高等学校に通う場合の学区は以下の通りとなる。
| 番・番地等 | 小学校               | 中学校               | 高等学校 |
| ---------- | -------------------- | -------------------- | -------- |
| 全域       | 名古屋市立川原小学校 | 名古屋市立川名中学校 | 尾張学区 |

## その他

### 日本郵便
- 郵便番号 : 466-0851[WEB 3]（集配局：昭和郵便局[WEB 13]）。

### WEB
1. 1 2  “愛知県名古屋市昭和区の町丁・字一覧”.   人口統計ラボ. 2017年10月7日閲覧。
2. 1 2  “町・丁目(大字)別、年齢(10歳階級)別公簿人口(全市・区別)”.   名古屋市 (2019年1月23日). 2019年1月23日閲覧。
3. 1 2  “郵便番号”.  日本郵便. 2019年1月6日閲覧。
4. ↑  “市外局番の一覧”.   総務省. 2019年1月6日閲覧。
5. ↑  名古屋市役所市民経済局地域振興部住民課町名表示係 (2015年10月21日). “昭和区の町名一覧”.   名古屋市. 2017年10月7日閲覧。
6. ↑  「「言葉の魔法展」鈴木敏夫Pの出身地・名古屋で開催へ　描き下ろしイラストの缶バッジも」『』毎日新聞社、2018年5月11日。オリジナルの2018年10月24日時点におけるアーカイブ。2018年10月24日閲覧。
7. ↑  名古屋市役所総務局企画部統計課統計係 (2005年7月1日). “（刊行物）名古屋の町(大字)・丁目別人口 (平成12年国勢調査) 昭和区” (xls). 2017年10月8日閲覧。
8. ↑  名古屋市役所総務局企画部統計課統計係 (2007年6月29日). “平成17年国勢調査　名古屋の町(大字)別・年齢別人口 昭和区” (xls). 2017年10月8日閲覧。
9. ↑  名古屋市役所総務局企画部統計課統計係 (2012年6月29日). “平成22年国勢調査　名古屋の町(大字)別・年齢別人口 昭和区” (xls). 2017年10月8日閲覧。
10. ↑  名古屋市役所総務局企画部統計課統計係 (2017年7月7日). “平成27年国勢調査　名古屋の町(大字)別・年齢別人口” (xls). 2017年10月8日閲覧。
11. ↑  “市立小・中学校の通学区域一覧”.   名古屋市 (2018年11月10日). 2019年1月14日閲覧。
12. ↑  “平成29年度以降の愛知県公立高等学校（全日制課程）入学者選抜における通学区域並びに群及びグループ分け案について”.   愛知県教育委員会 (2015年2月16日). 2019年1月14日閲覧。
13. ↑  郵便番号簿 平成29年度版 - 日本郵便. 2019年01月06日閲覧 (PDF)

### 文献
1. 1 2 3 4  名古屋市計画局 1992, p. 795.
2. 1 2  「角川日本地名大辞典」編纂委員会 1989, p. 1461.
3. ↑  名古屋市計画局 1992, p. 367.